# گلرخ‌بیگم طاهرجانووا
گلرخ‌بیگم طاهرجانووا (انگلیسی: Gulrukhbegim Tokhirjonova؛ زادهٔ ۱۶ ژوئیهٔ ۱۹۹۹) استادبزرگ شطرنج زنان اهل ازبکستان است. او با غلبه بر آلینا کاشلینسکایا و تن ژونگی (قهرمان سال ۲۰۱۷) موفق شد به دور سوم مسابقات شطرنج زنان قهرمانی جهان ۲۰۱۸ راه یابد.